# Jean-Charles Larsonneur
Jean-Charles Larsonneur, né le 24 janvier 1984 à Brest, est un diplomate et homme politique français.
Il est élu député dans la deuxième circonscription du Finistère en 2017 et réélu en 2022. Il est battu  aux élections législatives de 2024.

## Biographie

### Jeunesse et carrière professionnelle
Jean-Charles Larsonneur est né le 24 janvier 1984 à Brest. Il est le fils d’un employé de l’Arsenal et d'une professeure.
En 1992, à l’âge de 8 ans, il est choisi pour être le parrain de La Recouvrance, voilier symbole de Brest, construit à l’occasion de la première édition des Fêtes Maritimes. La marraine du navire est Caroline Anton.
En 2006, il est diplômé en affaires européennes à l'Institut d’études politiques de Lille, promotion Rosa Parks. Il est également diplômé du Collège d'Europe à Bruges, et de l'Université Paris 1. De 2008 à 2009, il enseigne l’histoire européenne et la philosophie politique à l’université de Nuuk, au Groenland, dans le cadre d’un volontariat international en administrations (V.I.A.) à l’ambassade de France au Danemark.
En 2011, il est reçu au concours du Quai d'Orsay et devient diplomate,. Il est conseiller politique au ministère des Affaires étrangères.

### Parcours politique

#### Europe Écologie Les Verts
Jean-Charles Larsonneur est membre d’Europe Écologie Les Verts entre 2011 et 2012. Il soutient Eva Joly lors de la campagne présidentielle de 2012.

#### Élections législatives de 2017
Il s’investit dans le mouvement En marche ! en 2016. De novembre 2016 à mai 2017, il anime le comité En Marche ! de Brest qui compte alors plusieurs centaines de membres. Il est également chargé de la coordination des comités En marche ! du Nord-Finistère[réf. nécessaire].
Jean-Charles Larsonneur est investi pour représenter La République en Marche aux élections législatives de juin 2017. Il se présente dans la deuxième circonscription du Finistère. Le 18 juin 2017, il remporte le second tour de l'élection législative en battant Pierre-Yves Cadalen (La France insoumise), avec 59,58 % des voix.
À l'Assemblée nationale, Jean-Charles Larsonneur siège d'abord au sein du groupe La République en Marche. Devant l'absence de liberté de parole au sein de ce groupe, il le quitte en cours de mandat pour rejoindre Agir, un groupe de députés constructifs.
Il est membre de la commission de la Défense nationale et des Forces armées.

#### Élections législatives de 2022
Il n'est pas réinvesti par la majorité présidentielle pour les élections législatives de 2022, indiquant avoir appris « par la presse » cette nouvelle et n'avoir jamais été consulté malgré ses demandes réitérées d'entretien avec Richard Ferrand. Il décide néanmoins de se présenter à sa réélection, affrontant notamment le candidat investi par LREM, un proche de Richard Ferrand,, ce qui entraîne son exclusion de LREM .
Il récolte 15,61% des voix au premier tour, derrière le candidat de La France Insoumise, qui fait un score de 31,91%.
Au second tour, le 19 juin 2022, après avoir reçu le soutien d'Édouard Philippe, il est réélu avec 118 voix d'avance (50,16 % contre 49,84 %) en battant une nouvelle fois Pierre-Yves Cadalen. Pour la XVIe législature, il décide de siéger au sein du groupe Horizons « pour peser au sein de la majorité présidentielle tout en gardant une certaine liberté ».
Il a été président du groupe d’études France-Palestine dont il démissionne en mai 2023.
Il est l'un des deux députés (avec Yannick Favennec-Bécot) du groupe Horizons et apparentés à voter contre la loi Immigration. Il quitte le groupe Horizons et apparentés le 20 décembre 2023 et siège dans les députés non inscrits.

#### Élections législatives de 2024
Il se présente sans étiquette dans la deuxième circonscription de Finistère aux élections législatives de 2024 et termine deuxième, devant le candidat RN Denis Kervella et derrière le candidat LFI-NFP Pierre-Yves Cadalen, qui emporte cette circonscription au second tour. Jean-Charles Larsonneur ne se désiste pas face au RN.

## Mandat
Député
- Élu le 18 juin 2017 : député de la deuxième circonscription du Finistère
- Réélu le 19 juin 2022 : député de la deuxième circonscription du Finistère